# Gustav Johansson (cyklist)
Gustav Johansson, född 2 maj 1999 i Falkenberg och uppvuxen i Glommen, är en svensk tävlingscyklist specialiserad på bancykling.   
Johansson har även tävlat i landsvägscykling, och tog nionde platsen i Svenska mästerskapen i Uppsala 2020. 

Gustav Johansson är bosatt på Mallorca och tävlar 2022 för Team Ormsalva-Bianchi. 
Johansson blev 2019 utsedd till Årets Postcyklist. 

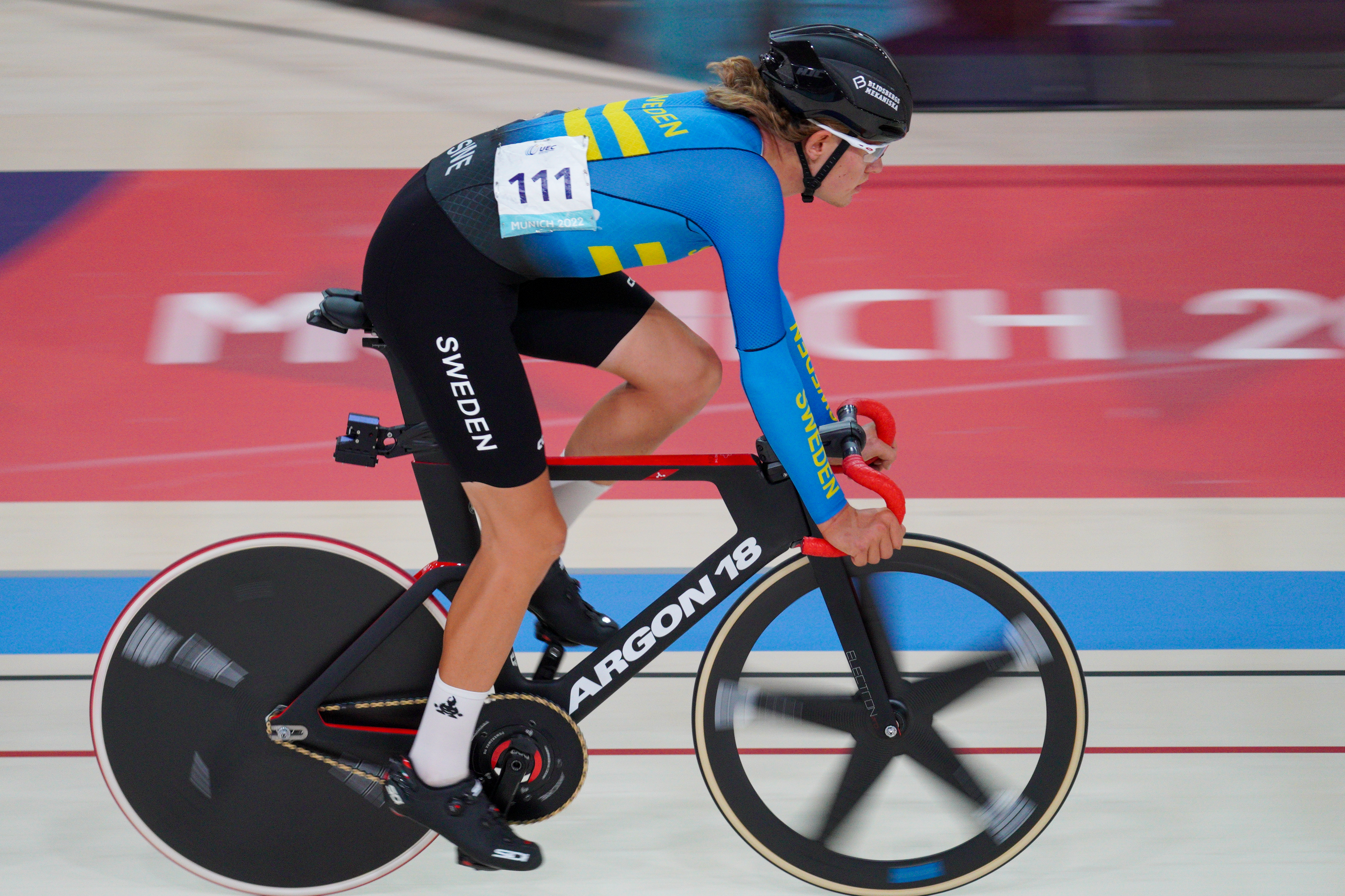
Gustav Johansson på Europamästerskapen i München 2022.